# Errico Malatesta
Ericco Malatesta (14. prosince 1853 – 22. července 1932) byl italský anarchokomunista. Většinu svého života strávil mimo Itálii. Přátelil se s Michailem Bakuninem a Petrem Kropotkinem.

## Život

### Mládí
Ericco Malatesta se narodil v Santa Maria Capua Vetere na jihu Itálie. Poprvé byl zatčen již ve svých 14 letech, když napsal list adresovaný králi Viktoru Emanuelovi II., ve kterém psal o nespravedlnosti, kterou viděl okolo sebe.
Později začal studovat medicínu na univerzitě v Neapoli, v roce 1871 však z ní byl kvůli účasti na protivládní demonstraci vyhozen. V té době vznikla tzv. Pařížská komuna, kterou Malatesta obdivoval, a vstoupil do Neapolské sekce Mezinárodní asociace pracujících. V roku 1872 se poprvé setkal s Bakuninem. V následujících letech šířil anarchistické myšlenky po celé zemi, za což byl dvakrát zatčen.
V roce 1877 se Malatesta a dalších 30 anarchistů, mezi kterými byli i Carlo Cafiero a Sergej Stepňak-Kravčinskij, účastnili povstání v provincii Benevento. Povstalci obsadili vládní instituce a prohlásili oblast za anarchistickou. Spiklenci se těšili podpory obyvatel. Po krátkém čase však do oblasti vtrhla vládní vojska a povstalci byli uvrhnuti do vězení. Po čase byli propuštěni, byli však pod neustálým dohledem policie. Krátce po propuštění odešel Malatesta na dlouhý čas z Itálie.

### Exil
Nejprve odešel do Egypta, jenže odtud byl zakrátko vyhoštěn. Nebyl přijat ani v Sýrii a Turecku, proto odešel do Marseille, odkud odešel do Ženevy, která tehdy byla známým anarchistickým centrem. Seznámil se zde s Élisée Reclusem a Kropotkinem. V roce 1880 byl vyhoštěn i ze Ženevy a odešel do Londýna.
V roce 1882 bojoval Malatesta proti britským koloniálním jednotkám v Egyptě, odkud se následující rok tajně vrátil do Itálie. Odešel do Florencie, kde založil anarchistický týdeník La Questione Sociale (Sociální otázka).
Roku 1884 se vrátil do Neapole, jenže moc dlouho zde nepobyl, protože musel utéct před zatčením do Buenos Aires. Tam se stal členem militantní dělnické organizace. Malatesta udělal na Argentince dojem, dodnes tam působí největší anarchistické hnutí v Jižní Americe.
V roce 1889 sa vrátil do Evropy, nejprve žil v Nice, kde krátce vydával noviny L'Associazione, potom odešel do Londýna, kde zůstal dalších osm let. Tam napsal několik pamfletů, např. L'Anarchia.
Roku 1907 se účastnil Mezinárodního anarchistického kongresu v Amsterodamu. Malatesta zde s ostatními anarchisty debatoval kromě jiného i o vztazích mezi anarchisty a odbory. Malatesta vnímal odbory jako příliš reformistické a konzervativné. Roku 1912 byl odsouzen na tři měsíce vězení, tento rozsudek však byl zrušen po masových anarchistických demonstracích.

### Pozdější léta
Po první světové válce se Malatesta už natrvalo vrátil do Itálie. V roce 1921 byl opět odsouzen a propuštěn, dva měsíce před nástupem fašistů k moci. V letech 1924–1926 vydával noviny Pensiero e Volontà, které byly jedny z posledních, které byly zastaveny fašistickou cenzurou. Poslední roky života žil pokojný život, pracoval jako elektrikář. Zemřel 22. července 1932 na zápal plic.